# Retrato de una bruja
Retrato de una bruja es una de las novelas principales de Luis de Castresana, finalista del premio Planeta en 1970. Esta novela histórica y documental es considerada por su valor literario y como valioso documento sobre la brujería en la España del siglo XVII. 

## Argumento
La acción transcurre en el siglo XVII en una aldea del norte del País Vasco, de la que no se proporciona ningún dato más. La protagonista, Ana, es hija del señor del lugar; está enamorada de Martín, el hijo del herrero, pero los planes de boda y felicidad se tuercen cuando Martín debe marchar a la corte a labrarse un porvenir. La separación será tan solo por un año, pero Ana se hunde en el desánimo, sobre todo cuando las noticias de Martín y la esperanza de su vuelta son cada vez más escasas.
Ceferina, su aya, trata de ayudarla, primero aconsejándola, dentro de la religión, que rece  y rezando ella misma, pero en un momento dado se da cuenta de que sus rezos no son suficientes. Es entonces cuando deciden acudir a Hilaria, una mujer sabia, una hechicera con superpoderes, que vive un poco apartada pero en el mismo pueblo.
Hilaria somete a Ana a una serie de encantamientos, recubre su cuerpo de ungüentos y la hace tragar pócimas, así Ana puede no solo encontrarse con Martín sino participar en ceremonias más esotéricas hasta llegar al aquelarre, convirtiéndose en una auténtica bruja.

## Fondo histórico, etnográfico y folklórico
Para la escritura de esta novela, Castresana se documentó en distintos ámbitos, resultando por ello un documento valioso sobre la brujería en la España del siglo XVII. En el ámbito histórico, Retrato de una bruja es calificada en primer lugar de novela histórica, puesto que no faltan en ella los datos reales sobre los procesos que la Inquisición llevó a cabo contra las brujas de Zugarramurdi. La ambientación es excelente y no se aprecian en ella anacronismos notables. Estamos ante una novela documental. La aldea y la vida de sus habitantes dentro de ella, con la gran importancia que en los hechos recreados tuvo la Iglesia católica a través de sus ministros y predicadores es puesta de relevancia desde las primeras páginas de la novela. En cuanto a los elementos folklóricos están también presentes, pues las noticias sobre Zugarramurdi llegan al pueblo a través de los copleros que las cantan en la plaza. Las noticias sobre la brujería se extienden y ello ayuda a crear la atmósfera propicia en el pueblo para la propagación de dichas creencias entre las gentes crédulas.

## Finalista del premio Planeta 1970
La obra quedó finalista del premio Planeta en 1970, con una votación final de 3 a 2 a favor de la novela ganadora La cruz invertida del escritor argentino Marcos Aguinis. Castresana presentó su novela bajo el seudónimo de Miguel Rodríguez de Arenzano. El jurado estuvo formado por Sebastián Juan Arbó, Ricardo Fernández de la Reguera, Martín de Riquer, Baltasar Porcel, José Manuel Lara Hernández y Manuel Lombardero (secretario).

## Valoración por la crítica
Para buena parte de la crítica, ésta es la mejor obra de Castresana, habiendo recibido siempre una calificación muy positiva. El periódico francés Le Monde la calificó como «una de las mejores novelas publicadas en España en los últimos treinta años». A pesar de los años transcurridos, y de que el final proporcionado puede resultar demasiado conservador, hoy sigue siendo una de las obras de referencia dentro de la narrativa en castellano del siglo XX.